# Nature Reviews Neurology
Nature Reviews Neurology ist eine Fachzeitschrift, die von der Nature Publishing Group herausgegeben wird. Die Erstausgabe erschien im November 2005. Bis zum März 2009 hieß die Zeitschrift Nature Clinical Practice Neurology. Derzeit werden zwölf Ausgaben im Jahr publiziert. Die Zeitschrift veröffentlicht Übersichtsartikel aus allen Bereichen der Neurologie.
Der Impact Factor des Journals lag im Jahr 2014 bei 15,358. Nach der Statistik des ISI Web of Knowledge wird das Journal mit diesem Impact Factor in der Kategorie klinische Neurologie an zweiter Stelle von 192 Zeitschriften geführt.
Chefherausgeberin ist Heather Wood, die beim Verlag angestellt ist.